# Laterna magika

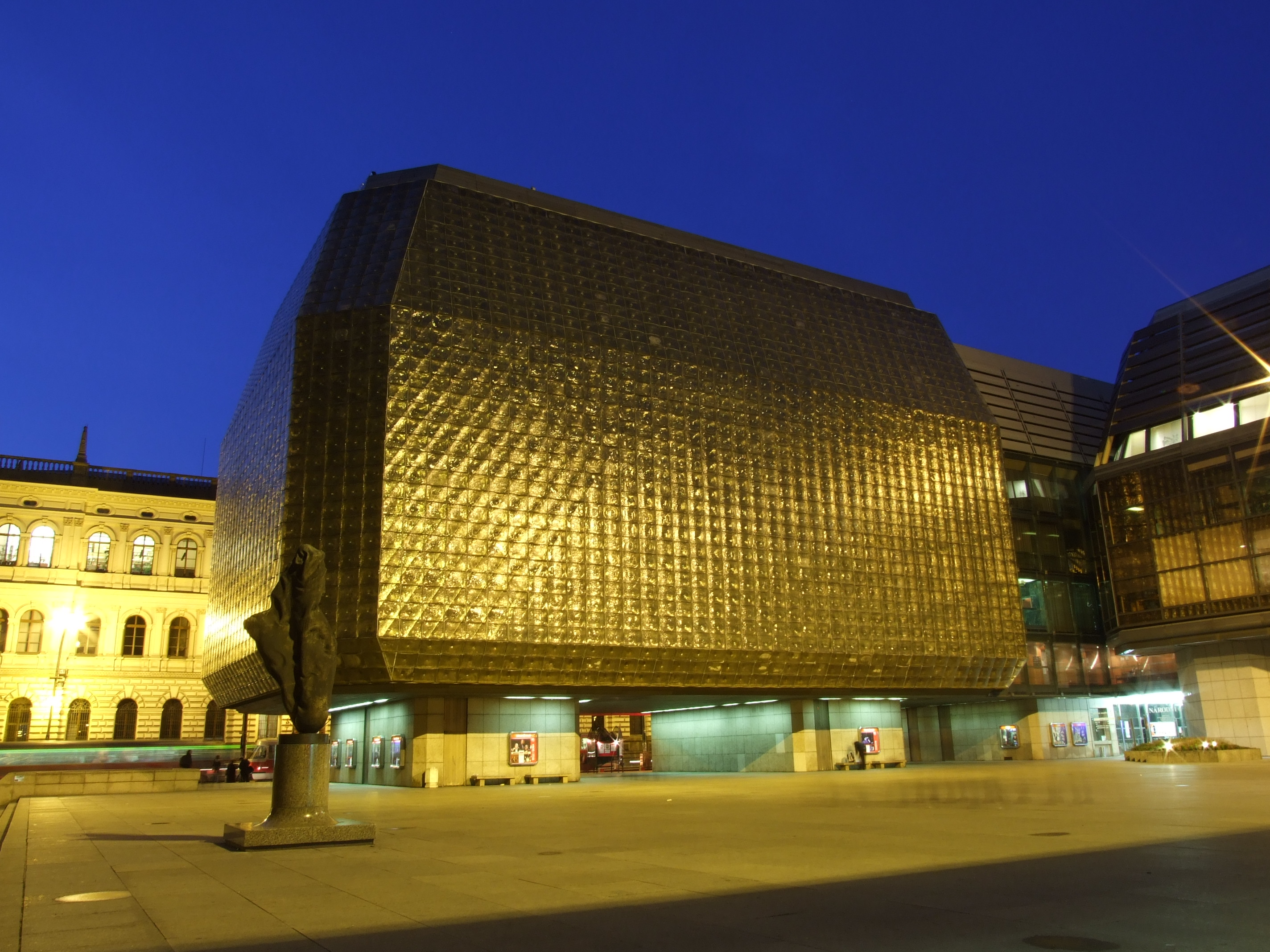
Laterna Magika

Laterna magika ist ein avantgardistisches Theater in Prag, das in der dem Nationaltheater angeschlossenen „Neuen Szene“ spielt.
Es handelt sich um eine Verflechtung von Film, Licht, Musik, Ballett und Pantomime. Erstmals präsentierte Alfréd Radok diese Theaterform auf der Weltausstellung 1958 in Brüssel, später an der Weltausstellung Expo 67 in Montreal. Das Projekt wurde als ein zentrales, repräsentatives und kultur-propagandistisches Programm der Tschechoslowakei für die Expo 58 konzipiert und hat sowohl 1958 wie auch 1967 große Erfolge gefeiert.
Die Titel der gespielten Stücke sind Kouzelný Cirkus (Zauberhafter Zirkus), Odyssee, Minotaurus, Carmina Burana, Casanova, Rätsel, Falle, Zahrada (Garten), Cube (seit 2016).